# Лайош Сюч
Лайош Сюч (угор. Szűcs Lajos; нар. 10 грудня 1943 Апатин, Угорщина — пом. 12 липня 2020, Будапешт, Угорщина) — угорський футболіст та футбольний тренер. Чемпіон Літніх Олімпійських ігор 1968 року, срібний призер Літніх Олімпійських ігор 1972 року в складі збірної Угорщини.

## Клубна кар'єра
Вихованець клубу «Уйпешт Дожа», почав у ньому свою футбольну кар'єру в молодіжній команді, де грав з 1957 по 1962 роки. У вищому дивізіоні чемпіонату Угорщини дебютував в 1963 році в складі клубу «Дорогі Баньяш», за який виступав до 1966 року, провів 67 матчів та відзначився 7 голами.
З 1966 по 1969 роки Лайош Сюч виступає за «Ференцварош» з Будапешта, за який зіграв 102 матчі та відзначився 7 голами. На ці роки припадає найуспішніший період його кар'єри. У складі «Ференцвароша» двічі поспіль (1967, 1968) стає чемпіоном Угорщини, в вересні 1968 року грає в фіналі Кубку ярмарків, де «Ференцварош» у двоматчевому протистоянні поступається англійському «Лідс Юнайтед». За підсумками сезону 1968 року названий футболістом року в Угорщині.
У 1970 році Лайош Сюч перейшов до будапештського клубу «Гонвед», в якому за сім років зіграв 180 матчів, відзначився 18 голами. За підсумками сезону 1971 року Сюч вдруге став футболістом року в Угорщині.
З 1977 по 1980 роки грає за «Вашаш Іззо» (Будапешт), за який провів 34 матчі. Кар'єру гравця закінчив 1982 році в клубі «Хевіз» з однойменного міста.

## Кар'єра в збірній

### Національна збірна
У національній збірній Угорщини Лайош Сюч дебютував 23 квітня 1967 року в Будапешті в товариському матчі проти збірної Югославії, який угорці виграли з рахунком 1:0.
Перший свій м'яч за збірну Лайош забив 22 жовтня 1969 року в домашньому матчі проти збірної Чехословаччини в рамках відбіркового турніру чемпіонату світу з футболу 1970 року. А всього Лайош Сюч зіграв за збірну 37 матчів, в яких відзначився двома голами.
У 1972 році брав участь у чемпіонаті Європи, на якому збірна Угорщини посіла четверте місце. На чемпіонаті Сюч зіграв в одному матчі — в поєдинку за третє місце проти збірної Бельгії, в якому вийшов на заміну після перерви. Матч збірна Угорщини програла 1:2, й таким чином зайняла четверте місце.
Останній свій матч за збірну зіграв удома в Будапешті 13 червня 1973 року проти збірної Швеції в рамках відбіркового турніру чемпіонату світу 1974 року. Матч закінчився внічию 3:3.

### Олімпійська збірна
Лайош Сюч двічі брав участь в олімпійських футбольних турнірах. У 1968 році на Олімпійських іграх у Мехіко у складі збірної Угорщини завоював золоті медалі, причому забив 4 м'ячі та визнаний найкращим гравцем олімпійського турніру.
Після яскравого виступу на Олімпіаді в Мехіко Сюч запрошений взяти участь в матчі збірна Бразилії — збірна зірок світу, який відбувся в Ріо-де-Жанейро на стадіоні «Маракана». Окрім нього, Угорщину в складі збірної зірок представляли також Деже Новак, Флоріан Альберт і Янош Фаркаш. Бразилія перемогла 2:1, єдиним голом збірної зірок відзначився Альберт.
У 1972 році на Олімпіаді в Мюнхені Лайош Сюч завоював срібні медалі. У фіналі збірна Угорщини поступилася збірній Польщі з рахунком 1:2.
Всього за олімпійську збірну Угорщини Сюч на двох Олімпіадах зіграв 11 матчів і забив 4 м'ячі.
| Матчі й голи за національну збірну | Матчі й голи за національну збірну | Матчі й голи за національну збірну | Матчі й голи за національну збірну | Матчі й голи за національну збірну | Матчі й голи за національну збірну | Матчі й голи за національну збірну |
| #                                  | Дата                               | Стадіон                            | Суперник                           | Рахунок                            | Гол                                | Змагання                           |
| 1967                               | 1967                               | 1967                               | 1967                               | 1967                               | 1967                               | 1967                               |
| ---------------------------------- | ---------------------------------- | ---------------------------------- | ---------------------------------- | ---------------------------------- | ---------------------------------- | ---------------------------------- |
| 1.                                 | 23.04.1967                         | Будапешт, Угорщина                 | Югославія                          | 1:0                                | 0                                  | товариський матч                   |
| 2.                                 | 10.05.1967                         | Будапешт, Угорщина                 | Нідерланди                         | 2:1                                | 0                                  | кв. ЧЄ 1968                        |
| 3.                                 | 24.05.1967                         | Копенгаген, Данія                  | Данія                              | 0:2                                | 0                                  | кв. ЧЄ 1968                        |
| 4.                                 | 06.09.1967                         | Відень, Австрія                    | Австрія                            | 3:1                                | 0                                  | товариський матч                   |
| 5.                                 | 27.09.1967                         | Будапешт, Угорщина                 | НДР                                | 3:1                                | 0                                  | кв. ЧЄ 1968                        |
| 6.                                 | 29.10.1967                         | Лейпциг, НДР                       | НДР                                | 0:1                                | 0                                  | кв. ЧЄ 1968                        |
| 1968                               |                                    |                                    |                                    |                                    |                                    |                                    |
| 7.                                 | 04.05.1968                         | Будапешт, Угорщина                 | СРСР                               | 2:0                                | 0                                  | кв. ЧЄ 1968                        |
| 8.                                 | 11.05.1968                         | Москва, СРСР                       | СРСР                               | 0:3                                | 0                                  | кв. ЧЄ 1968                        |
| 1969                               |                                    |                                    |                                    |                                    |                                    |                                    |
| 9.                                 | 25.05.1969                         | Будапешт, Угорщина                 | Чехословаччина                     | 2:0                                | 0                                  | кв. ЧС 1970                        |
| 10.                                | 08.06.1969                         | Дублін, Ірландія                   | Ірландія                           | 2:1                                | 0                                  | кв. ЧС 1970                        |
| 11.                                | 15.06.1969                         | Копенгаген, Данія                  | Данія                              | 2:3                                | 0                                  | кв. ЧС 1970                        |
| 12.                                | 14.09.1969                         | Прага, Чехословаччина              | Чехословаччина                     | 3:3                                | 0                                  | кв. ЧС 1970                        |
| 13.                                | 22.10.1969                         | Будапешт, Угорщина                 | Данія                              | 3:0                                | 1                                  | кв. ЧС 1970                        |
| 14.                                | 05.11.1969                         | Будапешт, Угорщина                 | Ірландія                           | 4:0                                | 0                                  | кв. ЧС 1970                        |
| 1971                               |                                    |                                    |                                    |                                    |                                    |                                    |
| 15.                                | 04.04.1971                         | Відень, Австрія                    | Австрія                            | 2:0                                | 0                                  | товариський матч                   |
| 16.                                | 24.04.1971                         | Будапешт, Угорщина                 | Франція                            | 1:1                                | 0                                  | кв. ЧЄ 1972                        |
| 17.                                | 21.07.1971                         | Ріо-де-Жанейро, Бразилія           | Бразилія                           | 0:0                                | 0                                  | товариський матч                   |
| 18.                                | 01.09.1971                         | Будапешт, Угорщина                 | Югославія                          | 1:2                                | 0                                  | товариський матч                   |
| 19.                                | 25.09.1971                         | Будапешт, Угорщина                 | Болгарія                           | 2:0                                | 0                                  | кв. ЧЄ 1972                        |
| 20.                                | 09.10.1971                         | Париж, Франція                     | Франція                            | 2:0                                | 0                                  | кв. ЧЄ 1972                        |
| 21.                                | 27.10.1971                         | Будапешт, Угорщина                 | Норвегія                           | 4:0                                | 1                                  | кв. ЧЄ 1972                        |
| 22.                                | 14.11.1971                         | Гзіра, Мальта                      | Мальта                             | 2:0                                | 0                                  | кв. ЧЄ 1972                        |
| 1972                               |                                    |                                    |                                    |                                    |                                    |                                    |
| 23.                                | 12.01.1972                         | Мадрид, Іспанія                    | Іспанія                            | 0:1                                | 0                                  | товариський матч                   |
| 24.                                | 29.03.1972                         | Будапешт, Угорщина                 | Німеччина                          | 0:2                                | 0                                  | товариський матч                   |
| 25.                                | 29.04.1972                         | Будапешт, Угорщина                 | Румунія                            | 1:1                                | 0                                  | кв. ЧЄ 1972                        |
| 26.                                | 06.05.1972                         | Будапешт, Угорщина                 | Мальта                             | 3:0                                | 0                                  | кв. ЧС 1974                        |
| 27.                                | 14.05.1972                         | Бухарест, Румунія                  | Румунія                            | 2:2                                | 0                                  | кв. ЧЄ 1972                        |
| 28.                                | 25.05.1972                         | Стокгольм, Швеція                  | Швеція                             | 0:0                                | 0                                  | кв. ЧС 1974                        |
| 29.                                | 17.06.1972                         | Льєж, Бельгія                      | Бельгія                            | 1:2                                | 0                                  | ЧЄ 1972                            |
| 30.                                | 27.08.1972                         | Нюрнберг, ФРН                      | Іран                               | 5:0                                | 0                                  | ОІ 1972                            |
| 31.                                | 31.08.1972                         | Аугсбург, ФРН                      | Данія                              | 2:0                                | 0                                  | ОІ 1972                            |
| 32.                                | 03.09.1972                         | Пассау, ФРН                        | НДР                                | 2:0                                | 0                                  | ОІ 1972                            |
| 33.                                | 10.09.1972                         | Мюнхен, ФРН                        | Польща                             | 1:2                                | 0                                  | ОІ 1972                            |
| 34.                                | 15.10.1972                         | Відень, Австрія                    | Австрія                            | 2:2                                | 0                                  | кв. ЧС 1974                        |
| 1973                               |                                    |                                    |                                    |                                    |                                    |                                    |
| 35.                                | 29.04.1973                         | Будапешт, Угорщина                 | Австрія                            | 2:2                                | 0                                  | кв. ЧС 1974                        |
| 36.                                | 16.05.1973                         | Карл-Маркс-Штадт, НДР              | НДР                                | 1:2                                | 0                                  | товариський матч                   |
| 37.                                | 13.06.1973                         | Будапешт, Угорщина                 | Швеція                             | 3:3                                | 0                                  | кв. ЧС 1974                        |

## Кар'єра в збірній
У 1981 році Лайош Сюч закінчив Будапештський технікум фізичної культури і отримав диплом тренера. До 1995 року працював в клубі «Ференцварош» тренером з фізпідготовки, тренером юнацької та молодіжної команд, тренером-консультантом.

## Досягнення

### Командні
- Чемпіонат Угорщини
  -  Чемпіон (2): 1967, 1968

- Кубок ярмарків
  -  Фіналіст (1): 1967/68

- Олімпійські ігри
  -  Чемпіон (1): 1968
  -  Срібний призер (1): 1972

### Звання, нагороди
- Футболіст року в Угорщині (2): 1968, 1971
- Хрест Ордена за заслуги перед Угорської республікою — 1995

## Сім'я
З 1969 року Лайош Сюч був одружений з актрисою Ільдіко Печі. Син Чаба Сюч (1971 року народження) — тенісист, тренер. Невістка Чилла Партош — художник по костюмах, хореограф. Онук Чаба Сюч (1998 рік народження).